# Historia de los departamentos franceses
La historia de los departamentos franceses, desde la creación de los departamentos en 1790 hasta nuestros días, está íntimamente ligada a la evolución territorial de Francia durante este mismo período.

## La creación de los departamentos

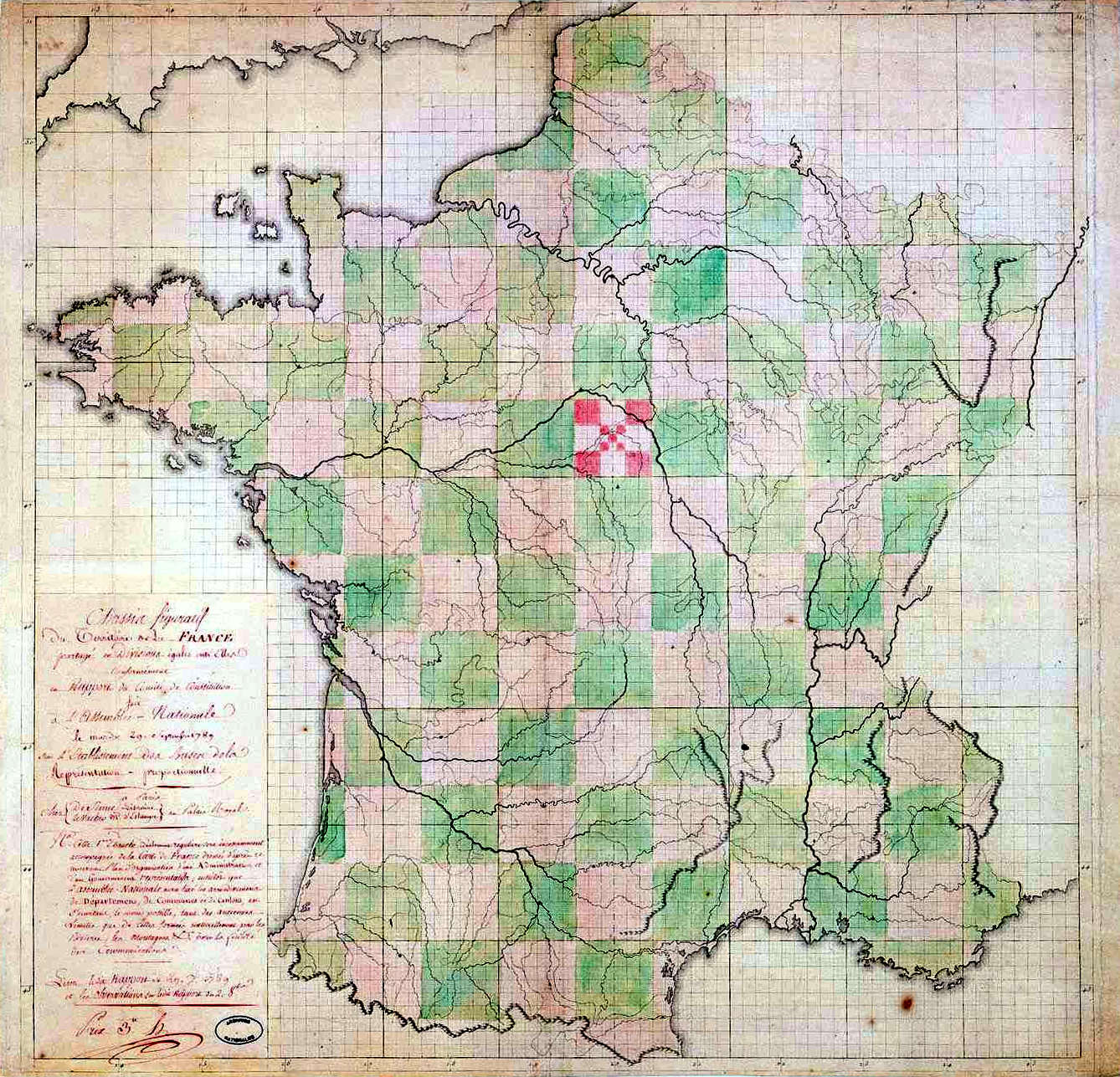
La proposición geométrica del comité Sieyès-Thouret

En la víspera de la Revolución Francesa, la organización territorial del reino de Francia estaba basada en provincias, que eran representaciones históricas o lingüísticas pero que no se correspondían con las divisiones eclesiásticas, judiciales, etc. A principios del siglo XVIII, numerosas voces se elevaron reclamando una simplificación de la geografía administrativa del reino. De esta forma se aprobó un edicto en 1787 sobre la creación de las asambleas provinciales, instándolas a subdividirse en departamentos.
El 7 de septiembre de 1789, el abad Sieyès propuso a la Asamblea Nacional la elaboración de un plan de reorganización del reino. Un comité, del cual Thouret es ponente, elabora un primer proyecto que será relatado a la Asamblea el 29 de septiembre y que se limita a la organización de la representación electoral. El proyecto es puramente geométrico: se dividirá el territorio en 80 departamentos cuadrados de 18 lugares sobre 18, cada uno dividido en 9 «comunas» cuadradas, las cuales se dividen en ocho «cantones» igualmente cuadrados; París será tratado aparte y será el departamento 81. El proyecto se inspira en los trabajos de Robert de Hesseln, geógrafo del Rey, publicados en 1780.

Desaparición de las provincias del Antiguo Régimen (en color) a favor de los departamentos (límites en negro).

Desde el 11 de noviembre de 1789, la Asamblea Nacional Constituyente adoptó la división en departamentos cuyos nombres fueron elegidos en función de la geografía y la hidrografía. Francia fue dividida en departamentos después del decreto del 22 de diciembre de 1789. Su número exacto (83) y sus límites fueron publicados el 26 de febrero de 1790, y su existencia se hizo efectiva el 4 de marzo de 1790.
En el momento, cada departamento poseía usu asamblea, constituida por 36 miembros (elegidos por los ciudadanos activos que hubieran pagado un impuesto por lo menos igual a diez jornadas de trabajo), que elegían a un presidente y a un director ejecutivo permanente. Los departamentos estaban dividiso en distritos, cantones y comunas. Podía haber hasta nueve distritos por departamento y nueve cantones por distrito. La administración de las 41.000 comunas recaía sobre el consejo general de la comuna compuesto por 1/3 de un consejo municipal y por un 2/3 de los notables todos elegido cada dos años por los ciudadanos activos. El tamaño de cada departamento fue establecido para que fuera posible ir a la capital en menos de un día a caballo desde cualquier punto del territorio.
Esta organización propuesta por Jean Cassini buscaba homogeneizar la división del territorio francés conservando una administración local, pero eliminando las especificidades de las provincias, consideradas como provenientes esencialmente de los privilegios de la aristocracia local.

## Evolución institucional
Las instituciones departamentales organizadas en 1790 fueron revisadas en 1795 con la supresión de los distritos y la creación de los municipios cantonales. Las administraciones estaban entonces concentradas en el nivel de las capitales de cantón, perdiendo las comunas toda su autonomía.
El 17 de febrero de 1800 (ley del 28 de pluvioso del año VIII) según el calendario republicano en vigor), estas estructuras fueron modificadas. Los departamentos se divididos en arrondissements, (que remplazaron los distritos, pero menos numerosos y más extensos), cantones (igualmente menos numerosos que los de 1790) y comunas. Desde el punto de vista administrativo, fueron creadas las prefecturas, y las subprefecturas el puesto correspondiente de prefecto y el consejo de prefectura), además de los consejos generales. La Monarquía de Julio los reconocerá igualmente la personalidad moral.
Creada a partir de la ley del 10 de agosto de 1871 que creó la comisión departamental e instituyó la elección del Consejo General por sufragio universal con el cantón como circunscripción electoral, la organización de departamentos se mantendrá sin cambios hasta 1982. Ese año, el voto de la ley de descentralización extendió las competencias de los consejos generales de los departamentos y les dio más peso en la economía nacional.
Por último, la Ley de 2 de marzo de 1982 transfirió el ejercicio del poder ejecutivo - que antes correspondía al prefecto del departamento - al Presidente del Consejo General.

## Cronologías
Para la lista de los departamentos de 1790, véase el artículo: Lista de los 83 departamentos franceses de 1790.

### Creaciones y supresiones de departamentos

#### La Revolución Francesa y el Primer Imperio (1792-1815)
A partir de 1792, con las guerras sucesivas de la Primera República Francesa y el Primer Imperio, Francia empezó a extender su territorio de forma considerable. En la mayor parte de los casos, las regiones anexionadas fueron organizadas en departamentos. Esto concernió a los territorios de Bélgica, de los País Bajos, una parte de Alemania (toda la margen izquierda el Rin y las costas del mar del Norte), y de Suiza, el norte y el centro de Italia.

##### El periodo revolucionario
- 1792: incorporada a Francia, Saboya, se convierte en el departamento del Mont Blanc.[10]
- 1793:
  - Anexionado, el condado de Niza se convierte en los Alpes Marítimos.
  - Escisión del departamento de Córcega (capital Bastia) en dos departamentos[10] (es el primer caso de bidepartamentalización): Golo (Bastia) y Liamone (Ajaccio).
  - El departamento de Vaucluse se crea por el reagrupamiento de Aviñón y el Condado Venaissin (anexionados en 1791), con los distritos de Bouches-du-Rhône.[11]
  - Creación del departamento de Mont-Terrible por la unión de Francia de la República rauraciana.[12]
  - El departamento de Rhône-et-Loire se divide en dos departamentos, el Ródano y el Loira (segundo caso de bidepartamentalización).
- 1795:
  - La anexión de Bélgica da lugar a la creación de nueve departamentos nuevos: Dyle, Deux-Nèthes, l'Escaut, les Forêts, le Jemmapes, la Lys, l'Ourte (después de una votación popular realizada el 17 de febrero de 1793), la Meuse-Inférieure y Sambre-et-Meuse.

- 1797:
  - Por el tratado de Campo Formio, la ribera izquierda del Rin es incorporada a los territorios de Francia. Cuatro nuevos departamentos son creados: el Mont-Tonnerre, le Rhin-et-Moselle, la Roer et la Sarre.
  - La anexión de las Islas Jónicas por el tratado de Campo Formio en 1797, entraña la creación de tres departamentos francese de Grecia: Córcira, Ítaca y Mar Egeo.[13]
  - La isla de Santo Domingo, la « perla de las Antillas», entonces enteramente francesa es dividida en cinco departamentos: Sur (Capital: Les Cayes), Oeste (Capital: Port Républicain), Norte (Capital: Cap Français), Samaná (Capital:San Yago), y Inganne (Capital: Santo Dominguo)

- 1798:
  - Después de la incorporación de la República de Génova, la parte norte del departamento del Mont Blanc se convierte en el departamento de Léman.

De esta forma, al final del Consulado, Francia no tiene menos de 113 departamentos.

##### Las conquistas napoleónicas

La redistribución de los límites departamentales después de la creación del Tarn-et-Garonne

Departamentos del Primer Imperio anexionados a partir de los Estados de Italia.

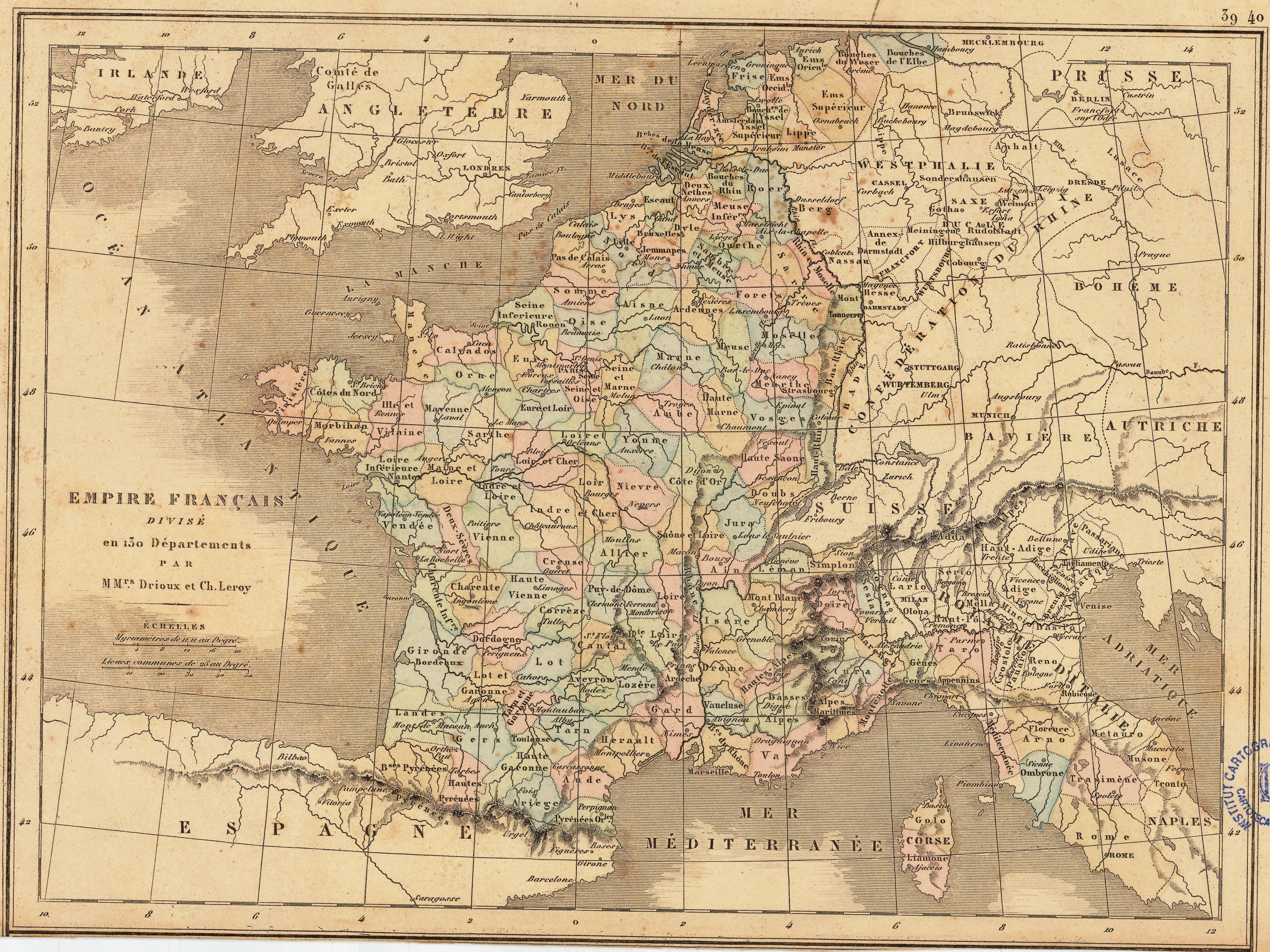
Los 130 departamentos del Imperio Francés en 1811
Mapa del Primer Imperio en 1812, incluyendo los cuatro departamentos franceses de España

Además de las modificaciones siguientes sobre el territorio hexagonal:
- 1800: El departamento del Mont-Terrible se une con el del Alto Rin.[14]
- 1802: los departamentos franceses de Grecia, perdidos en 1798 y 1799, sin suprimidos de jure.
- 1808: el departamento de Tarn-et-Garonne es creado[15] a partir de trozos obtenidos de los departamentos de Aveyron, de la Alta Garona, de Gers, del Lot y de Lot-et-Garonne.
- 1811: fusión del Golo y del Liamone en el departamento de Córcega[10] (esta vez con capital en Ajaccio).

Las conquistas sucesiva de Napoleón I consujeron a extender aún más el territorio francés más allá de los dominios iniciales de 1789.
En consecuencia, durante su apogeo, el Imperio tenía 130 departamentos, e incluso 134 si se incluyen los departamentos franceses de España al estatuto jurídico incompleto. De esta forma, las ciudades como: Roma, Hamburgo, Ámsterdam, Turín, Bruselas o Aquisgrán se habían convertido en prefecturas, con el mismo título que Burdeos, Orleans, Rennes, Périgueux o Marsella. Las Provincias Ilíricas anexionada por Francia se dividieron en 10 intendencias y no en departamentos.
Para la lista de los 130 departamentos de 1811, véase el artículo: Lista de los departamentos franceses de 1811.
Finalmente, después de los avances territoriales del Imperio en España, varios departamentos franceses de España fueron creados en 1812 en Cataluña:
- Bocas del Ebro
- Montserrat
- Segre
- Ter

En 1813, los dos primeros fueron reagrupados en el departamento de Bocas del Ebro-Montserrat, los dos últimos en el departamento del Segre-Ter. Los territorios que administraban fueron perdidos por el Imperio en 1814 sin la existencia de ninguno de sus departamentos sucesivos completamente aprobada.

##### La Primera Restauración y los Cien Días (1814-1815)
Durante la Primera Restauración y los Cien Días, un 87.º departamento (que conserva du nombre de Mont Blanc y su capital Chambéry) funcionó en la parte occidental de Saboya dado a Francia por el primer tratado de París (1814) hasta que le fue quitado durante el segundo tratado de París (1815).

##### El fin del Imperio (1815)
Con la caída definitava del Imperio (1815), Francia acaba reducida a 86 departamentos; los tres departamentos suplementarios en comparación a los 83 iniciales de 1790 son:
- el Vaucluse constituido después de la anexión del antiguo Condado Venaissin papal (capital: Aviñón) cuya unión a Francia no fue contestada;
- del Tarn-et-Garonne tomado de departamentos vecinos;
- del departamento suplmentario nacido de la escisión del departamento de Rhône-et-Loire, que dio lugar al Ródano y al Loira.

#### La Segunda República (1848-1852)

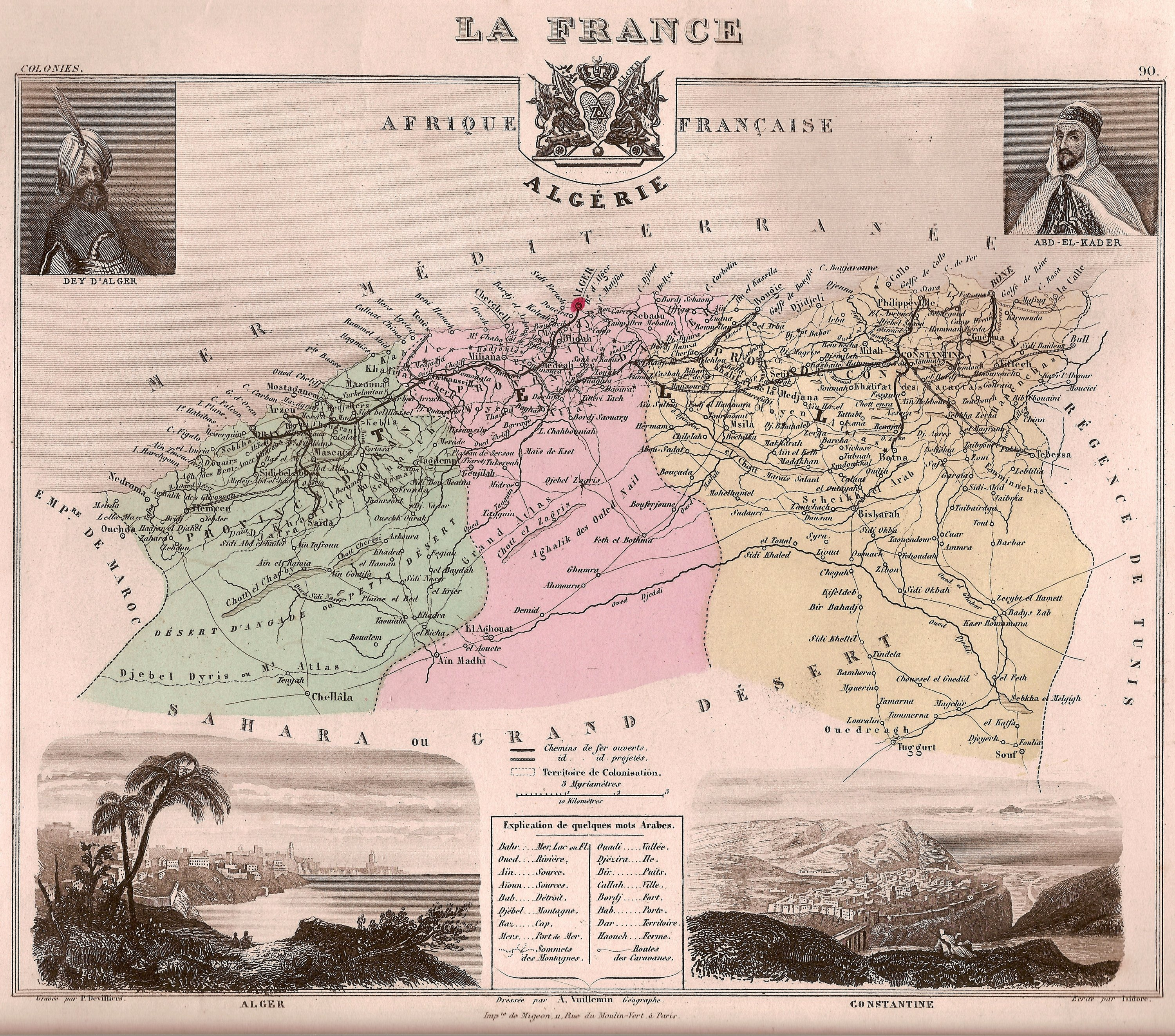
Departamentos franceses de Argelia

Está marcada por la departamentización de Argelia.
En 1848, la Argelia francesa, entonces parte integrante del territorio francés, fue organizada en tres departamentos:
- Argel (91)
- Orán (92)
- Constantina (93)

#### El Segundo Imperio (1852-1870)
El Segundo Imperio conoció dos periodos de modificación del territorio, y por ende de los departamentos:
- 1860: la cesión, por el reino de Cerdeña (tratado de Turín, del Ducado de Saboya y del condado de Niza da lugar a la creación:
  - de la Saboya y de la Alta Saboya,
  - de los Alpes-Marítimos, formados por el condado de Niza al que se le incorporó el distrito de Grasse, separado del departamento de Var.

La Francia metropolitana pasa de los 86 a los 89 departamentos (sin tener en cuenta los departamentos de Argelia).

#### La Tercera República (1870-1940)

##### Pérdida de Alsacia-Lorena

Redistribución de las fronteras departamentales después de la anexión de 1871.

- 1871: después de la guerra franco-prusiana y la derrota del Segundo Imperio, las partes de Alsacia y Lorena son cedidas al nuevo estado-nación de Alemania y forman la «Tierra de Imperio» de Alsacia-Lorena conforme al Tratado de Fráncfort:[17]
  - El Bajo Rin por completo.
  - El Alto Rin, excepto un territorio alrededor de Belfort que será denominado Territorio de Belfort. Este dispone de un estatuto de «distrito subsistente del Alto Rin», teniendo como cabeza un administrador con función de prefecto y una comisión departamental con los poderes de un consejo general.

- - Dos cantones de los Vosgos.
  - Ciertas partes de la Meurthe y de la Mosela. Las partes restantes de estos dos departamentos fueron fusionadas en un solo departamento, el de Meurthe y Mosela.

La Francia metropolitana pasa de 89 departamentos a 86 y un territorio (aparte, los departamentos de Argelia).
- 1902: Creación de un nuevo departamento de Argelia, los Territorios del Sur (94).

##### Reintegración de Alsacia-Lorena
- 1919: tras la Primera Guerra Mundial, el tratado de Versalles restituye a Francia los territorios cedidos al Imperio germánico en 1871. De esta forma son reintegrados:
  - el Bajo Rin con sus fronteras de 1871, aumentado a partir de los cantones vosgos;
  - el Alto Rin, que no se vio reinstituido en el territorio de Belfort, permaneciendo como territorio;
  - las partes precedentemente cedidas de Meurthe y de Mosela, que son reagrupadas en el departamento de Mosela. El departamento de Meurthe y Mosela, creado en 1871, se conserva así en su estado originario.

La Francia metropolitana pasa de 86 a 89 departamentos, más un territorio.
- 1922: el Territorio de Belfort se convierte en un departamento de pleno derecho.

El territorio metropolitano pasa de 89 a 90 departamentos.

#### La Cuarta República y la Quinta República (1946-1962)
- 1946: Guadalupe, la Guyana, Martinica y Reunión se convierten en departamentos de ultramar; Francia pasa de los 90 a los 94 departamentos (sin tener en cuenta los departamentos de Argelia).
- 1955: creación de un nuevo departamento francés de Argelia, el del Bône
- 1957: La organización territorial de Argelia es modificada y 14 departamentos son creados reemplazando los 5 precedentes.
- 1958: tres nuevos departamentos (Aumale, Bugía y Saïda) se añaden, llevando su número a 17.
- 1959: los departamentos de Aumale y de Bugía se suprimen.
- 1962: independencia de Argelia: Francia cuenta con 94 de los cuales 4 son de ultramar.

#### La Quinta República desde la independencia de Argelia (1962~)

Mapa de los departamentos y regiones francesas.

- 1964: reorganización de la región parisina, aparte del mantenimiento del departamento de Seine-et-Marne, los departamentos de Sena y Seine-et-Oise son disueltos y reemplazados por siete nuevos departamentos:
  - el departamento de París (reducido a la ciudad de París),
  - Altos del Sena,
  - Sena-Saint Denis,
  - el Valle del Marne,
  - Yvelines,
  - Essonne
  - el Valle del Oise.

Francia pasa de los 94 a los 99 departamentos.
- 1976: Córcega se divide en dos: Corse-du-Sud (capital Ajaccio) y Haute-Corse (Bastia).

Francia pasa de los 99 a los 100 departamentos.
- 1976 à 1985: Saint-Pierre-et-Miquelon se convierte en un departamento de ultramar (DOM); Francia pasa de forma momentánea de los 100 a los 101 departamentos y de 4 a 5 departamentos de ultramar. Abandona este estatuto para convertirse en una colectividad de ultramar el 11 de junio de 1985.
- 2000: un proyecto de «bidepartmentalización» de Reunión es abandonado.

- 2011: Mayotte se convierte en un departamento de ultramar.

Francia pasa de los 100 a los 101 departamentos.

### Modificación de los límites departamentales
- 1793:
  - El principado de Mónaco es anexionado e incorporado a los Alpes Marítimos.
  - El principado de Salm, enclave, asediado y cuyos príncipes huyeron a Westfalia, es anexionado por demanda propia al departamento de los Vosgos el 17 de marzo.
- 1795: Separación de Schirmeck de Bajo Rin y unión a los Vosgos.
- 1797:
  - febrero: anexión del principado de Montbéliard, que es incorporado a Mont-Terrible.[14]
  - diciembre: nueva extensión del departamento de Mont.Terrible, por anexiín de la parte meridional del antiguo obispado de Bâle (el actual Jura bearnés), después del tratado de Campo Formio.[14]
- 1798:
  - febrero: última extensión de Mont-Terrible, por anexión de Bienne.[14]
  - Mulhouse, hasta entonces independiente, es incorporada al Alto Rin por petición propia.
- 1810: el cantón de Barcillonnette es transferido de Basses-Alpes a los Hautes-Alpes.
- 1814: (30 de mayo) (tratado de París): vuelta a las fronteras de 1792, Le Cerneux-Péquignot se pierde a favor de Suiza.
- 1815: (20 de noviembre) (tratado de París): vuelta a las fronteras de 1790 disminuidas de Landau, Sarrebruck, Sarrelouis, Bouillon, Philippeville y Mariembourg.
- 1860: anexión de Saboya y de Niza. El ducado de Saboya se divide en dos departamentos: Saboya y la Alta Sabiya. El condado de Niza, más el distrito de Grasse, quitado del departamento de Var, forma los Alpes Marítimos. Después de esta fecha el río Var no riega el departamento al que da nombre.
- 1947 (10 de febrero, tratado de París): resctificación de la frontera con Italia. Las comunas de Tende y de La Brigue son anexionadas y atribuidas a los Alpes Marítimos (unión ratificada por un referéndum el 16 de septiembre). Otras seis comunas de los Alpes Marítimos son de esta forma ampliadas por algunas franciones del territorio italiano.

- 1967: reorganización del este lionés: el límite este del departamento del Rhône es pospuesto unos cuantos kilómetros, en detrimento de algunas comunas del departamento de Isère, como la de Meyzieu por ejemplo y de Ain.
- 1970: Ytres es transferido de Somme a Pas-de-Calais.

- 1973:
  - Escaufourt (Aisne) es unido a Saint-Souplet, comuna del Nord.
  - los habitantes de Puy-Saint-Bonnet deciden salir de Deux-Sèvres y reunirse con el departamento de Maine-et-Loire para asociar su comunda a la comunidad urbana de Cholet.
- 1997: la comuna de Han-devant-Pierrepont es transferida a Meuse a Meurthe-et-Moselle.[18]
- 2007: las comunas insulares de San Bartolomé y de San Martín son apartadas del departamento de Gudalupe y transformadas en colectividades de ultramar (COM) distintas.
- 29 de marzo de 2009: el referéndum sobre la departamentalización de Mayotte es aceptado por un 95,2 % de los votos.

### Cambios de nombre
Desde su creación, varios departamentos han cambiado de nombre, en la mayor parte de los casos para modificar una denominación juzgada como peyorativa (como los términos «inferior» o «bajo»).
- 1791: el departamento de Mayenne-et-Loire se convierte en el departamento de Maine-et-Loire.
- 1793:
  - Gironda se convierte en Bec-d'Ambès (por el arresto de los Girondinos).
  - Vandea se convierte en Vengé (por la guerra de Vandea).
- 1795:
  - le Bec-d'Ambès vuelve a llamarse Gironda.
  - le Vengé vuelve a llamarse Vandea.
- 1941: Charente Inferior se convierte en Charente Marítimo.
- 1955: Sena Inferior se convierte en Sena Marítimo.
- 1957: Loira Inferior se convierte en Loira Atlántico.
- 1969: los Bajos Pirineos se convierten en los Pirineos Atlánticos.
- 1970: los Bajos Alpes se convierten en los Alpes de Alta Provenza.
- 1990: los Costas del Norte se convierten en Costas de Armor.

### Antiguos departamentos franceses (1790-1962)

#### Metrópoli (1790)
- Lista de departamentos franceses de 1790

#### América
- Departamento de Santo Domingo (1797-1804)
- Saint-Pierre-et-Miquelon (1976-1985)

#### Europa (1793-1811)
- Lista de los departamentos franceses en 1811
- Departamentos de Alemania (1795-1811)
- Departamentos de Bélgica (1795-1811)
- Departamentos de España (1812)
- Departamentos de Grecia (1797-1802)
- Departamentos de Italia (1802-1812)
- Departamentos de Luxemburgo (1795-1814)
- Departamentos de los Países Bajos (1795-1811)
- Departamentos de Suiza (1793-1810)

#### África (1848-1962)
- Departamentos de Argelia

#### Asia (1884-1954)
- Departamentos de Camboya

## Síntesis cronológica
| Año  | Número de departamentos | situados en Europa occidental | Comentarios |
| ---- | ----------------------- | ----------------------------- | --- |
| 1790 | 83                      | 83                            | Creación de los 83 departamentos franceses. |
| 1791 | 83                      | 83                            | El departamento de Mayenne-et-Loire se convierte en Maine-et-Loire. |
| 1792 | 84                      | 84                            | Anexión de Saboya: creación del departamento de Mont-Blanc. |
| 1793 | 89                      | 89                            | - Anexión del condado de Niza: creación del departamento de los Alpes Marítimos. - Anexión del Comtat Venaissin: creación del departamento de Vaucluse. - Anexión de la República Rauraciana: creación del departamento de Mont-Terrible. - Escisión de Córcega (en Golo y Liamone) y de Rhône-et-Loire (en Rhône y Loire). - Los departamentos de Gironda y Vandea se convierten Bec-d'Ambès y Vengé respectivamente.                                                                                        |
| 1795 | 98                      | 98                            | - Anexión de los Países ajos Austríacos y del principado de Lieja: creación de los departamentos de Dyle, de Deux-Nèthes, de Escaut, de Forêts, de Jemmapes, de Lys, de Ourthe, de Meuse-Inférieure y de Sambre-et-Meuse. - Los departamentos de Bec-d'Ambès y Vengé vuelven a llamarse Gironda y Vandea. |
| 1797 | 110                     | 102                           | - Anexión de la República Cisrenana: creación de los departamentos de Mont-Tonnerre, de Rhin-et-Moselle, de Roer y del Sarre. - Anexión de las Isla Jónicas: creación de los departamentos de Corcyre, de Ítaca y de Mar Egeo. - La colonia de Santo Domingo es departamentalizada: Sur, Oeste, Norte, Samaná y Inganne. |
| 1798 | 111                     | 103                           | Annexion de la república de Ginebra: creación del département du Léman. |
| 1800 | 110                     | 102                           | Incorporación de Mont-Terrible al Alto Rin. |
| 1802 | 113                     | 108                           | - Supresiónde jure de los tres departamentos franceses de Grecia después de su pérdida en 1799. - Anexión de la república subalpina: creación de los departamentos de Doire, de Marengo, du Pô, de Stésia, de Stura y de Tanaro |
| 1804 | 108                     | 108                           | Independencia de Santo Domingo. |
| 1805 | 110                     | 110                           | - Anexión de la República Ligur: creación de los departamentos de los Apeninos, de Génova y de Montenotte. - Supresión del departamento del Tanaro. |
| 1808 | 115                     | 115                           | - Anexión del reino de Etruria: creación de los departamentos de Méditerranée, de Arno, de Ombrone y de Taro. - Creación del departamento de Tarn-et-Garonne. |
| 1809 | 117                     | 117                           | Anexión de los Estados Pontificios: creación de los departamentos del Tíber y del Trasimène |
| 1810 | 119                     | 119                           | - Anexión de una parte del reino de Holanda: creación del departamento de Bouches-du-Rhin. - Anexión de la república rodaniana: creación del departamento de Simplon. - El departamento del Tíber se convierte en el departamento de Roma. |
| 1811 | 130                     | 130                           | - Anexión del reino de Holanda: creación de los departamentos de Bouches-de-l'Escaut, de Bouches-de-la-Meuse, de Bouches-de-l'Yssel,de Ems-Occidental, de Ems-Oriental, de Frise, de Yssel-Supérieur y de Zuyderzée. - Anexión de una parte de la Confederación del Rin: creación de los departamentos de Bouches-de-l'Elbe, de Bouches-du-Weser, de Ems-Supérieur y del Lippe. - Fusión de los departamentos de Golo y Liamone en un departamento de Córcega. Lista de los departamentos de Francia de 1811. |
| 1812 | 134                     | 134                           | Anexión de Cataluña: creación de los departamentos franceses de España, de estatuto incompleto: Bocas de Ebro, Monserrat, Segre y Ter. |
| 1813 | 132                     | 132                           | Reorganización de los departamentos de España: Bocas del Ebro-Montserrat y Segre-Ter. |
| 1814 | 87                      | 87                            | Primera abdicación de Napoleón:Francia vuelve a sus fronteras de 1792. |
| 1815 | 86                      | 86                            | Segunda abdicación y pérdida de Mont-Blanc. |
| 1848 | 89                      | 86                            | La colonia de Argelia es departamentalizada: Orán, Argel y Constantina. |
| 1860 | 92                      | 89                            | Cesión, por el reino de Cerdeña, de Saboya y del Condado de Niza: creación de los departamentos de Saboya y de los Alpes Marítimos. |
| 1871 | 89                      | 86                            | - Pérdida de Alsace-Moselle: pérdida del Bajo Rin, del Alto Rin y de Mosela. - Creación de Meurthe-et-Moselle y del Territorio de Belfort, a partir de pedazos de Mosela, de Meurthe y del Alto Rin que permencieron en poder de Francia. el territorio de Belfort, sin embargo, no es un departamento). |
| 1902 | 90                      | 86                            | Creación de un nuevo departamento den el Sáhara francés: los Territorios del Sur. |
| 1919 | 93                      | 89                            | Reintegración de Alsace-Moselle y de los tres departamentos que la componen. |
| 1922 | 94                      | 90                            | Departamentalización del Territorio de Belfort. |
| 1940 | 91                      | 87                            | Anexión de facto de Alsace-Moselle al Tercer Reich. |
| 1941 | 91                      | 87                            | El departamento de Charente-Inférieure se convierte en Charente-Maritime. |
| 1922 | 94                      | 90                            | Reintegración de los tres departamentos de Alsace-Moselle. |
| 1946 | 98                      | 90                            | Departamentalización de Guadalupe, de Martinica, de la Guyana y de Reunión. |
| 1955 | 99                      | 90                            | - Creación de un nuevo departamento en Argelia: Bône. - El departamento de Seine-Inférieure se convierte en Seine-Maritime. |
| 1957 | 108                     | 90                            | - Reorganización de Argelia y del Sáhara francés. 14 departamentos son creados en vez de los 5 existentes: Argel, Batna, Bône, Constantina, Médéa, Mostaganem, Orán, Orléansville, Sétif, Tiaret, Tizi Ouzou, Tremecén, Oasis y Saoura. - El departamento de Loire-Inférieure se convierte en Loire-Atlantique. |
| 1958 | 111                     | 90                            | Creación de tres nuevos departamentos en Argelia: Aumale, Bugía y Saïda. |
| 1959 | 109                     | 90                            | Supresión de los departamentos de Aumale y de Bugía. |
| 1962 | 94                      | 90                            | Independencia de Argelia. |
| 1964 | 99                      | 95                            | Reorganización de la región parisina: - supresión de los departamentos de Seine y de Seine-et-Oise - creación de los departamentos de París, de los Altos del Sena, de Seine-Saint-Denis, de Val-de-Marne, de Yvelines, de Essonne y de Val-d'Oise. |
| 1969 | 99                      | 95                            | El departamento de Basses-Pyrénées se convierte en Pyrénées-Atlantiques. |
| 1970 | 99                      | 95                            | El departamento de Basses-Alpes se convierte en Alpes-de-Haute-Provence. |
| 1976 | 101                     | 96                            | - División de Córcega Corse en Haute-Corse et Corse-du-Sud. - Departamentalización de Saint-Pierre-et-Miquelon. |
| 1985 | 100                     | 96                            | Saint-Pierre-et-Miquelon pasa de ser un departamento de ultramar a una colectividad de ultramar. |
| 1990 | 100                     | 96                            | El departamento de Côtes-du-Nord se convierte en Côtes-d'Armor. |
| 2011 | 101                     | 96                            | Departamentalización de Mayotte. |